# Jean-Marc Knapp
Pour les articles homonymes, voir Knapp.
Jean-Marc Knapp, né le 12 janvier 1963 à Strasbourg, est un footballeur français, qui évoluait au poste de défenseur central. 
Il joue 157 matches de Division 1 française, pour un but marqué, et 2 matches en Coupe de l'UEFA. Il évolue principalement au Racing Club de Strasbourg et à l'Olympique lyonnais.

## Biographie
Jean-Marc Knapp est formé au RC Strasbourg, le club de sa ville natale. C'est avec cette équipe qu'il réalise ses débuts professionnels. Il joue son premier match en pro le 28 juillet 1981, en disputant les dernières minutes d'un match de Division 1 face au Racing Club de Lens. Il entre sur le terrain à la 88e minute de la rencontre, en remplacement de René Deutschmann.
Jean-Marc Knapp inscrit son premier but en Division 1 le 4 décembre 1982, lors d'un match contre l'Olympique lyonnais au Stade de Gerland (défaite 4-2 du RC Strasbourg). C'est le seul et unique but qu'il inscrira en Ligue 1. À l'issue de la saison 1985-1986, le club strasbourgeois se voit relégué en Division 2.
En 1987, Knapp quitte son club formateur en étant transféré au FC Mulhouse, toujours en Ligue 2. Une saison plus tard, il change de nouveau de club, et rejoint l'équipe de l'Olympique lyonnais.
Avec l'OL, il est sacré champion de France de Division 2 dès la première saison. En 1991, le bon classement du club rhodanien en championnat (cinquième), lui permet de participer à la Coupe de l'UEFA. Jean-Marc Knapp dispute deux matchs lors de cette compétition : les seizièmes de finale aller face au club turc de Trabzonspor, puis les seizièmes de finale retour contre ce même club. L'Olympique lyonnais s'incline lors de ces deux matchs.
En 1992, il quitte la capitale des Gaules et s'engage avec l'équipe de l'Amiens SC, qui évolue en Division 2. C'est avec ce club qu'il reçoit l'unique carton rouge de sa carrière professionnelle, lors d'un match face à Châteauroux. Avec Amiens, il inscrit deux buts en championnat : lors de la 5e journée, face à Angers, puis lors de la 32e journée, contre Guingamp.
En 1993, il quitte le monde professionnel et rejoint le club amateur du SC Schiltigheim. L'équipe alsacienne joue en Nationale 2 (équivalent de la quatrième division). Jean-Marc Knapp termine sa carrière en Allemagne, au SV Linx, en Oberliga (4e division), où il joue de 1994 à 1997.

## Palmarès
- Champion de France de Division 2 en 1989 avec l'Olympique lyonnais[9].